# Rabioux
Der Rabioux ist ein Fluss in Frankreich, der im Département Hautes-Alpes verläuft. Er entspringt an der Ostflanke der Pointe de Serre, im Gemeindegebiet von Châteauroux-les-Alpes. Der Rabioux entwässert generell Richtung Ost und mündet nach rund 15
Kilometern beim Ort Châteauroux-les-Alpes als rechter Nebenfluss in die Durance.

## Wassersport
Der Rabioux ist bei geeigneten Wasserständen ein fahrbarer Wildbach im Extrembereich.
Unterhalb der Einmündung des Rabioux hat sich im Fluss Durance eine wuchtige Gefällstufe im mittleren Schwierigkeitsbereich ausgebildet (je nach Wasserstand Wildwasser Stufe 3 bis 4 der Wildwasserschwierigkeitsskala). Sie ist in den letzten Jahren zu einer beliebten Trainings- und Wettkampfstätte für die Wettkampfdisziplin Wildwasser-Rodeo bzw. Kanu-Freestyle geworden. Daher wurde dort unter anderem auch ein Campingplatz und eine Flutlichtanlage unter dem Namen Rabioux eingerichtet.